# 프로젝션 매핑

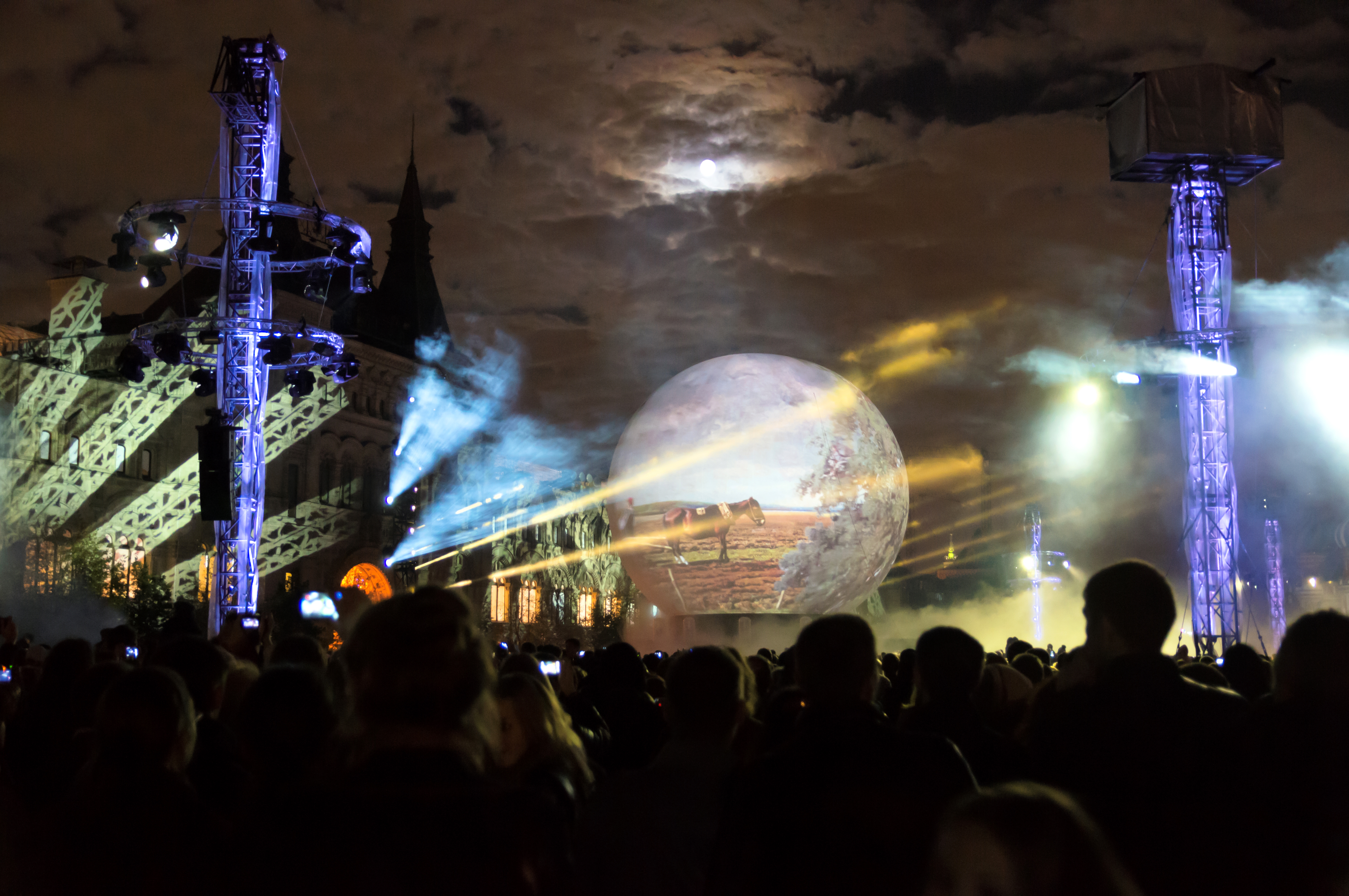

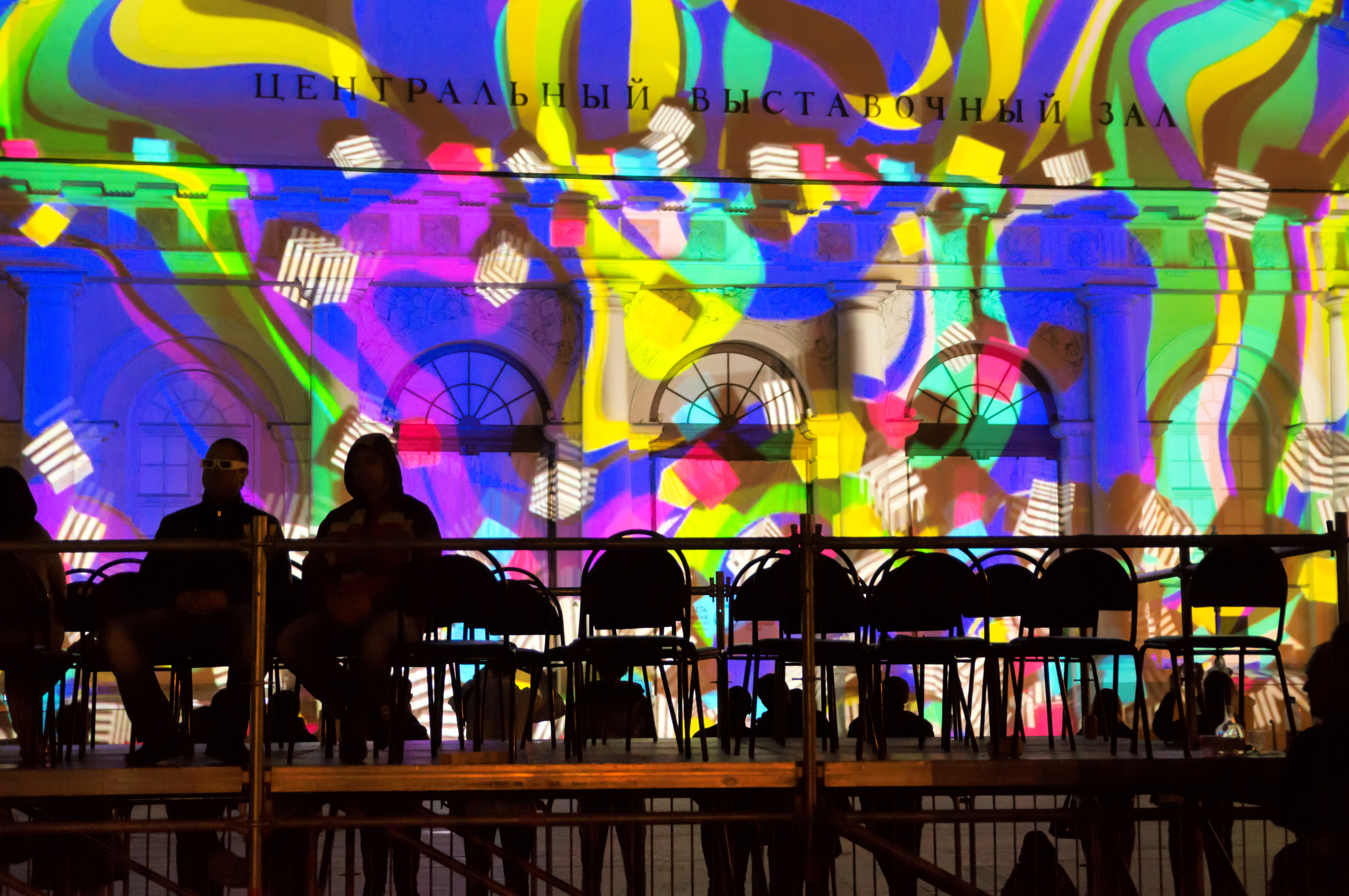

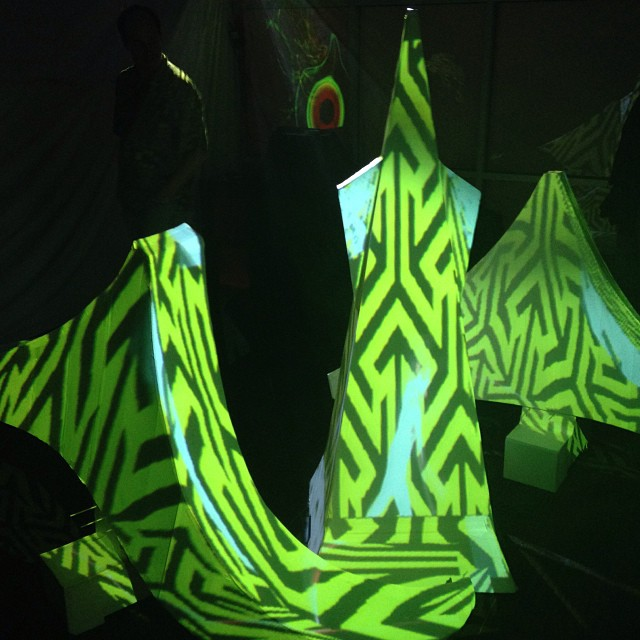

프로젝션 매핑(Projection Mapping)은 대상물의 표면에 빛으로 이루어진 영상을 투사하여 변화를 줌으로써, 현실에 존재하는 대상이 다른 성격을 가진 것처럼 보이도록 하는 기술이다.
기본적으로 프로젝션 매핑을 구현하기 위해서는 2D, 3D의 디지털 이미지 혹은 영상을 제작하거나, 사물의 실제 크기를 변환하는 소프트웨어와 프로젝터, 컴퓨터 등의 하드웨어가 필요하다.

## 미디어 파사드란

### 미디어 파사드
건축물 외면의 가장 중심을 가리키는 '파사드(Facade)'와 '미디어(Media)'의 합성어로, 건물 외벽 등에 LED 조명을 설치해 미디어 기능을 구현하는 것을 말한다. 도시의 건축물을 시각적 아름다움뿐 아니라 정보를 전달하는 매개물로 사용하기 때문에 디지털 사이니지(Digital Signage)의 한 형태이며, 조명·영상·정보기술(IT)을 결합한 21세기 건축의 새 트렌드로서, 2004년 압구정동 갤러리아 백화점 명품관에 도입된 것이 효시로 꼽힌다.

### 프로젝션 매핑의 3차원성
프로젝션 매핑은 건물의 외벽뿐만 아니라 인테리어 공간, 오브제 등 프로젝터에 의해 영사시킬 수 있는 모든 것들을 스크린으로 사용할 수 있다. 한편 미디어파사드는 Facade라는 단어가 가지고 있는 정확한 의미가 있기 때문에 건물의 외벽이라는 한정된 공간을 의미한다.
2차원의 평면에 3차원의 영상을 출력하는 기존의 스크린 방식에서 탈피해 디스플레이 방식의 3차원성을 확보한 프로젝션 매핑은 2차원의 사각 프레임에 제한된 영상예술의 재현양상이 3차원의 실제 공간으로 확장되고 있음을 보여준다.

### 프로젝션 파사드
역동적인 멀티미디어 콘텐츠를 건축물의 정면부에 디스플레이하는 미디어 파사드(media façade)와 디지털 매체를 기반으로 한 공간 매핑 기술인 프로젝션 매핑(projection mapping)은 프로젝션 파사드(projection façade)의 형태로 결합되는 양상을 보이고
있다.

## 프로젝션 매핑과 증강현실
증강현실(Augmented Reality)은 컴퓨터에 의해 생성된 가상의 이미지가 물리적인 현실 세계에 중첩되어 보여주는 기술로 1990년 카우델․미젤(Caudell․Mizel, 1992)이 보잉사의 작업자들을 위한 항공기 케이블의 조합을 위해 사용되기 시작한 용어이다.
프로젝션 매핑을 통해 오브젝트에 구현한 그래픽은 공간에 대한 증강현실의 영상을 덧입혀 보다 확장된 공간감과 실제감을 불러일으킨다.

## 프로젝션 매핑의 구성
프로젝터를 이용한 비디오 프로젝션 매핑(Video Projection Mapping)은 크게 하드웨어와 소프트웨어 두 가지로 구성된다. 영상을 투사하는 프로젝터와 제어할 수 있는 컴퓨터 및 플레이어 등이 하드웨어를 구성하고 그 내부에서 영상을 컨트롤 할 수 있는 각종 툴 프로그램이 있다.

### 하드웨어
기본적으로 소프트웨어 운영을 통해 그래픽 작업을 진행할 수 있는 PC/Mac과 영상을 투사하는 프로젝터가 필요하다. 영상 재생과 전환을 손쉽게 하기 위한 콘트롤 콘솔, 인터랙션을 가미할 경우 움직임을 인식하는 모션센서 등이 추가되기도 한다.

### 소프트웨어
주로 Mac 기반의 S/W가 많으며
Adobe Photoshop/Illustrator, Max/MSP/Jitter, MadMapper, Millumin Resolum, Module8, Isadora, VPT, VVVV, Processing, Watch out, Touch Designer, Pandoras Box 등이 쓰인다.

## 프로젝션 매핑의 활용

### 장점과 활용
프로젝션 매핑은 장소만 제공이 된다면 다른 매체에 비해 저렴하고 짧은 시간에 더욱 화려하고 경이적인 퍼포먼스를 구현할 수 있는 장점이 있다. 이 때문에 현재는 대기업의 프로모션용 광고나 런칭쇼 대형 공연 등에서 자주 볼 수 있으며 광고나 홍보, 이벤트쇼, 미디어 아트, 인터렉티브 아트 등 다양한 분야로 활용되고 있다.

### 단점
관람시점에 따른 왜곡과 착시에 대해 고려해야 하는데, 관람시점이 프로젝터의 위치에 근접할수록 영상의 왜곡은 줄어들고 영상 구성요소가 공간의 깊이감을 억제하는 역할을 한다.
또한 피사체에 투사되는 이미지를 다른 공간에 재사용하고자 할 때 그 모양이나 크기가 다르므로 사용할 수 없다는 단점이 있다.

## 같이 보기
- 미디어 파사드
- 프로젝터
- 비디오 아트
- 뉴미디어 아트
- 증강현실